# Bas Böttcher

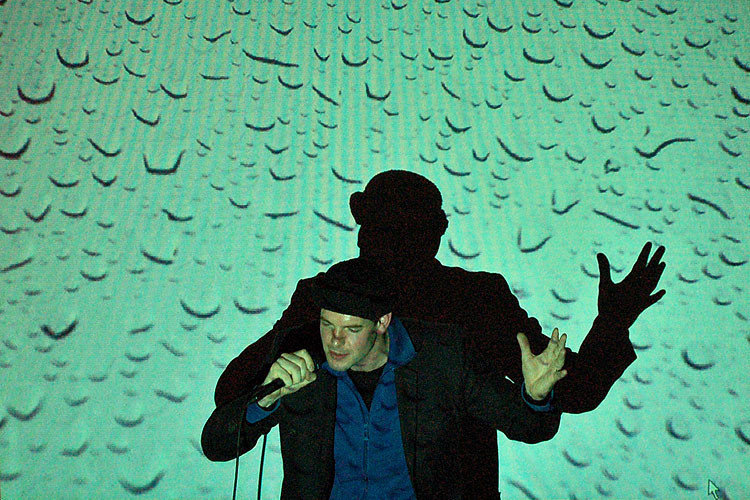
Bas Böttcher (2006)

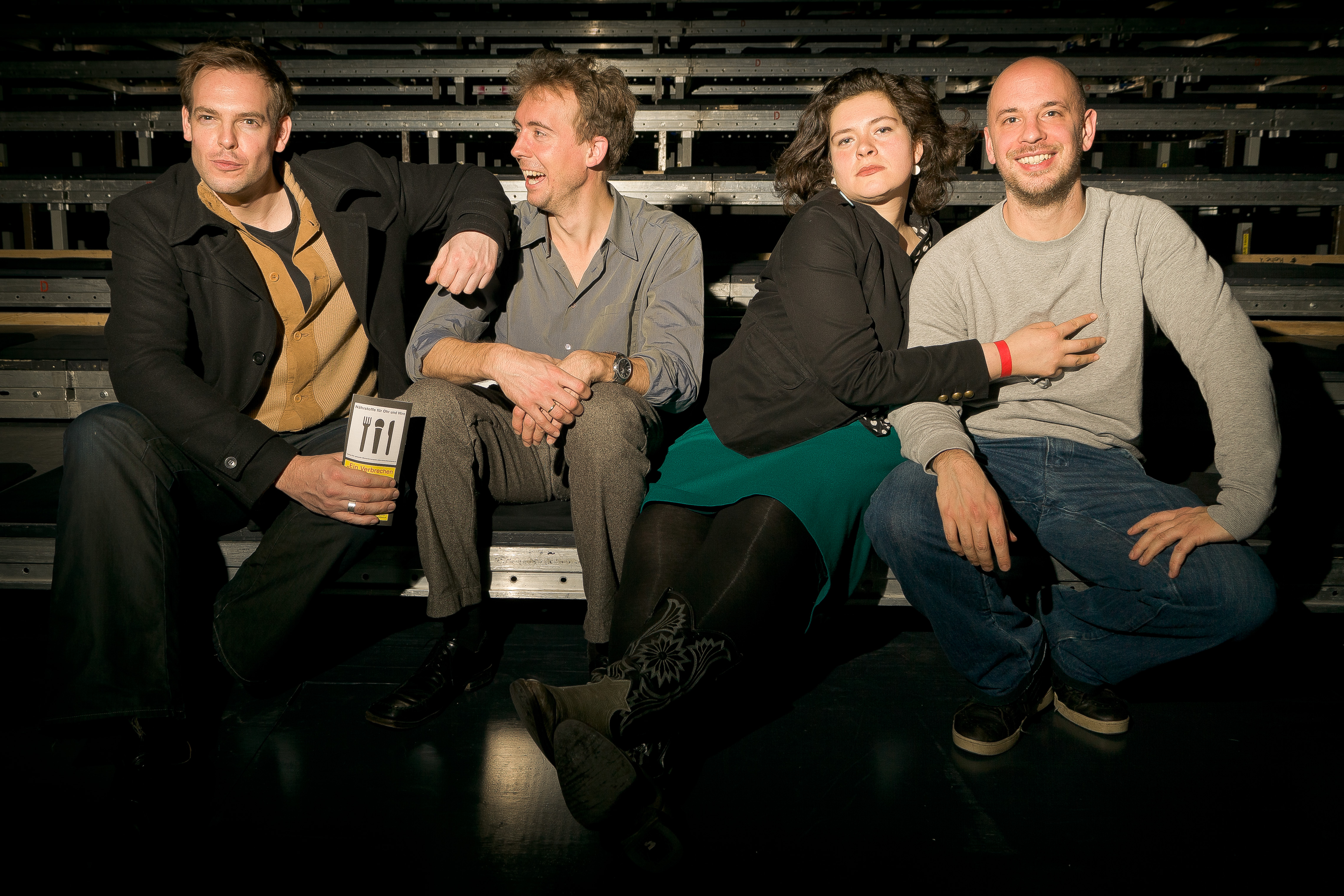
Bas Böttcher (links) mit Timo Brunke, Nora Gomringer und Dalibor Marković beim Poetry Slam Festival Zurich 2010

Bastian („Bas“) Böttcher (* 31. Dezember 1974 in Bremen) ist ein deutscher Schriftsteller und Slam-Poet.

## Leben und Wirken
Bastian Böttcher studierte in Weimar an der Bauhaus-Universität Mediengestaltung und zog im Jahr 2000 nach Berlin.
Seit Anfang der 90er-Jahre bringt Böttcher Slam-Poesie als Form von rhythmisch-körperlich vorgetragener Lyrik bei literarischen Veranstaltungen auf die Bühne. Zusammen mit DJ Loris Negro gründete er 1991 die Band Zentrifugal, die sich im Juli 2001 auflöste.
Als Mitbegründer der deutschsprachigen Poetry-Slam-Szene gewann er Mitte der Neunzigerjahre mehrfach den Poetry-Slam-Preis der Literaturwerkstatt Berlin. Vom Goethe-Institut wurde er zu einem Gastspiel beim Deutsch-Nuyorican-Poetry-Festival in New York eingeladen. Es folgten Auftritte im Martin-Gropius-Bau (Berlin), im Hamburger Schauspielhaus, bei den Münchener Kammerspielen und in diversen Literaturhäusern von Kopenhagen bis Wien.
Böttcher gilt als der erste deutsche Slam-Poet. Er gewann 1997 die ersten deutschen Poetry-Slam-Meisterschaften. Durch seine Lyrik-Performances und durch seine digitale Poesie sorgt er seit den neunziger Jahren für Aufsehen. Die Gedichte von Böttcher sind in Schulbüchern und in Anthologien deutschsprachiger Lyrik zu finden (Der Neue Conrady, Jahrbuch der Lyrik, Lyrikstimmen.)
Neben Tourneen (zum Teil für das Goethe-Institut) durch Kanada, die USA, Großbritannien, Frankreich, die Schweiz, Italien und Südamerika programmierte und entwickelte er lyrische Ausdrucksformen für das Internet (Looppool).
Nach Platten- und Anthologie-Veröffentlichungen erschien im September 2004 mit dem Roman Megaherz (Rotbuch Verlag) sein erstes größeres literarisches Werk. Im Frühjahrsprogramm 2006 veröffentlichte er mit „Dies ist kein Konzert“ eine Sammlung seiner Bühnentexte. Der nachfolgende Gedichtband "Neonomade" (Voland & Quist, 2009) versammelt weitere Bühnentexte zum Hören und Lesen.
Seit 2000 arbeitet Bas Böttcher zusammen mit dem Berliner Filmemacher und Slam Master Wolf Hogekamp an der Entwicklung und Etablierung des Poetry Clip Formates. Er produzierte diverse Poetry Clips, dozierte zusammen mit Herbert Wentscher an der Bauhaus-Universität Weimar zum selben Thema, legte 2004 seine Diplomarbeit vor über Poetry Clips und veröffentlichte 2005 zusammen mit Wolf Hogekamp die DVD Poetry Clips (Vol. 1).
Für die Frankfurter Buchmesse 2006 entwickelte und baute Bas Böttcher die Textbox. Die Textbox ist eine Sprecherkabine aus Plexiglas, in der Poeten auftreten. Über Kopfhörer kann das Publikum den Texten in Studioqualität lauschen. Die Textbox wurde seitdem auf den Buchmessen von Peking, Taipeh, Abu Dhabi, Guadalajara und Sao Paulo sowie im Centre Pompidou (Paris) und in der Neuen Nationalgalerie (Berlin) ausgestellt.
Seit 2012 lehrt Bas Böttcher als Gastdozent für Sprache und Inszenierung am Deutschen Literaturinstitut Leipzig.
Er ist Mitglied im PEN-Zentrum Deutschland.

## Textformen, Performance und Stilmittel
In Bas Böttchers Texten spiegelt sich die Jetztzeit mit ihren Abgründen und abstrusen Facetten. Die Neue Zürcher Zeitung schreibt: „Seine Lieder [...] gehen ob ihrer sanft spielerischen Souveränität sofort ins Ohr, wozu einerseits der Hang zu Stab- und Binnenreimen, anderseits die Schilderung inniger Lebensmomente beiträgt. Etwa das ‚Sommersonnengefühl‘: ‚Jedes Jahr, so im Juni Juli / summen Unsummen von Hummeln in der Luft rum. / Ich seh, wie sie über Liegewiesen fliegen oder über Gras rasen.‘ [...] Seine mit real existierenden Markennamen jonglierende Konsumkritik und gewitzte Exposition diverser Jargons verzichtet auf jene Aggression, mit welcher sich der harte Rap profiliert. «Google mal Babylon! Babel mal Googylon, / Bubblegum, Goody, Booty, Party on, Babylon!» lautet der zungenbrecherische Kommentar zur medialen Sprachverwirrung, welcher eine reißerische Presse ‚mit Auflage und Headline / Aufhänger und Deadline‘ nicht minder zuarbeitet als die televisionären und ‚internetten‘ Produkte der Kulturindustrie.“ Für Bas Böttcher und die gesamte literarische Poetry-Slam-Bewegung gehören das Verfassen und das Präsentieren (Performance) von Texten eng zusammen.

## Medienkunst und digitale Poesie
In Ergänzung zu klassischen Vermittlungsformen wie Buch, Tonträger und Bühne entwickelte und programmierte Böttcher eigene Medienformate für Lyrik und poetische Bildung. So entstand im Rahmen der Netzresidenz des Bremer Literaturhauses die Lyrik-Plattform (poetenplanet.de). Für das Deutsche Literaturarchiv Marbach entwickelte er anlässlich eines Hölderlin-Festivals den Poesieautomaten (hoelderfication.de). Als Wort-Spielplatz zur Vermittlung poetischer Bildung entwickelte Bas Böttcher den Online-Schreibworkshop (wortsport.org).

## Poetische Bildung und Ehrenamt
Böttcher engagiert sich auf verschiedene Weise in der Vermittlung von poetischer Bildung und literarischen Talentförderung. Er arbeitet ehrenamtlich im Vorstand des Bundesverbandes der Friedrich-Bödecker-Kreise und als Vorsitzender des FBK-Landesverbandes Berlin. Als Humboldt-Spoken-Word-Poet an der Humboldt-Universität zu Berlin setzt er sich für lebendige Literaturvermittlung in der Lehrenden-Ausbildung ein. Im Auftrag des Bundesministeriums für Bildung und Forschung war er Mitglied der Jury für das Programm Kultur macht stark. Bündnisse für Bildung. Darüber hinaus gibt und vermittelt Bas Böttcher Poetry-Slam-Workshops für Schulen, Museen und Universitäten.

## Werke
- Böttcher/Hogekamp (Hrsg.), Die Poetry-Slam-Fibel, Anthologie, SATYR Verlag, ISBN 978-3-944035-38-3
- Vorübergehende Schönheit, Voland & Quist, 2012, ISBN 978-3-86391-017-4
- Neonomade, Voland & Quist, 2009, ISBN 978-3-938424-35-3
- Die Poetry-Slam-Expedition: Bas Böttcher, Schroedel Verlag, 2009, ISBN 978-3-507-47061-3
- Dies ist kein Konzert, Voland & Quist, 2006, ISBN 3-938424-11-7
- Greinus/Wolter (Hrsg.), Live und Direkt – Clubgeschichten, Anthologie, Voland & Quist, ISBN 978-3-938424-00-1
- Greinus/Wolter (Hrsg.), Slam 2005 – Die Anthologie zu den Poetry Slam Meisterschaften, Anthologie, Voland & Quist, 2005, ISBN 3-938424-08-7
- Poetry Clips (Vol. 1), Lieblingslied-Records, 2005, ISBN 3-938424-02-8
- Megaherz, Roman, Rotbuch Verlag, 2004, ISBN 3-434-53132-7
- Das Gedicht, Anton G. Leitner Verlag
- Der neue Conrady, Artemis & Winkler (mit dem Spoken Word-Text „Kleine Einladung“)
- Social Beat / Slam Poetry – Texte für die 90er, Ithaka Verlag
- Boris Kerenski, Sergiu Ştefănescu (Hrsg.), Kaltland Beat. Neue Deutsche Szene. Texte aus dem Substanz, SubVers-Verlag 1999, ISBN 3-933545-07-2

## Auszeichnungen
- 1997 Sieger der ersten deutschsprachigen Poetry-Slam-Meisterschaften[6]
- 1998 Sonderpreis beim Pegasus-Wettbewerb für neue Ausdrucksformen im Internet (von Die Zeit, ARD-Online, IBM)[28]
- 2000 Aufenthaltsstipendium im Literarischen Colloquium Berlin[29]
- 2001 Einjähriges Arbeitsstipendium am Zentrum für Kunst und Medientechnologie
- 2005 Écrivain en résidence an der Sorbonne Nouvelle, Paris[30]
- 2007 Botschafter der Sprache im Jahr der Geisteswissenschaften[31]
- 2015 Bremer Netzresidenz[32]
- 2023/24 Humboldt-Spoken-Word-Poet an der Humboldt-Universität zu Berlin[33]
- 2025 Weilheimer Literaturpreis[34]

## Einzelbelege
1. 1 2   Informationen des Literaturhauses in Wien (Memento vom 21. Oktober 2009 im Internet Archive)
2. ↑  Chronik des Literaturhauses Kopenhagen (Memento vom 28. Juli 2009 im Internet Archive)
3. ↑  Die unvollendete Geschichte des Poetry Slam in Zahlen und Fakten (Memento vom 30. August 2010 im Internet Archive)
4. ↑  Bas Böttcher: Literatur wie ein Rockkonzert
5. 1 2 3  "Bas Böttcher, Pop-Poetry-Pionier", Neue Zürcher Zeitung vom 4. Dezember 2009
6. 1 2   Geschichte der deutschsprachigen Poetry Slam Meisterschaften (Memento vom 16. Juni 2009 im Internet Archive)
7. ↑  Die Poetry-Slam-Expedition: Bas Böttcher (Memento vom 15. Mai 2009 im Internet Archive)
8. ↑   Bas Böttcher (Memento vom 5. Oktober 2013 im Internet Archive) auf slamthewm.de. Abgerufen am 27. Februar 2013.
9. ↑  Looppool - Bas als Web-Designer in eigener Sache
10. ↑  Materialien zum Roman „Megaherz“: Hörbeispiele (MP3), Rezensionen, Informationen (Memento vom 28. September 2007 im Internet Archive)
11. 1 2  Poetry Clips (Vol. 1), Lingua Video Medien GmbH (2005)
12. ↑  Poetry Clip Projekt an der Bauhaus-Universität Weimar (Memento vom 2. April 2015 im Internet Archive)
13. ↑  Abschlüsse an der Bauhaus-Universität Weimar
14. ↑  Dokumentation des Textbox-Projektes
15. ↑  Die Textbox im Centre Pompidou (Memento vom 2. August 2012 im Webarchiv archive.today)
16. ↑  Bas Böttcher als Gastprofessor am Deutschen Literaturinstitut Leipzig (Memento vom 13. Januar 2016 im Internet Archive)
17. ↑  Kurzinformation auf basboettcher.de. Abgerufen am 27. Februar 2013
18. ↑  ... viele weitere Texte kann man auf Bas Böttchers Poetenplaneten anhören. Die Website entwickelte der Slammer im Rahmen der Bremer Netzresidenz.
19. ↑  U20 Poetry-Slam-Texte zum Hören und Mitmachen
20. ↑  Der Schriftsteller Bas Böttcher hat einen Poesieautomat der besonderen Art gebaut – mit Anglizismen im ironisch-anachronistischen Kontrast zu Hölderlins Vokabular. www.hoelderfication.de bildet immer neue Komposita, 207.000 Varianten sind möglich.
21. ↑  hoelderfication.de - Bas Böttchers interaktiver Hölderlin-Automat
22. ↑  wortsport.org - Ein kostenloser Online-Workshop zum literarischen Schreiben und Poetry-Slam
23. ↑  Stellvertretender Vorsitzender im Bundesverband der Friedrich-Bödecker-Kreise: Bas Böttcher
24. ↑  Bas Böttcher ist Vorsitzender des Friedrich-Bödecker-Kreises im Land Berlin e. V.
25. ↑  Sprachkünstlerinnen für ein zukunftsfähiges Lehramtsstudium
26. ↑  Kultur macht stark. Bündnisse für Bildung
27. ↑  Poetry-Slam-Workshop - Website von Bas Böttcher zur Vermittlung von Poetry-Slam-Workshops
28. ↑  Laudatio des Pegasus-Wettbewerbs 1998
29. ↑  Autoren im Haus 2000 – Aufenthaltsstipendiaten (Memento vom 12. Oktober 2009 im Internet Archive), Literarisches Colloquium Berlin
30. ↑  Informationen über Bas Böttcher bei Literaturport
31. ↑  Martin Zährunger: Bas Böttcher: „Ich schreibe Gedichte für die Bühne. Ich bin ein Sprechdichter.“ Auf: goethe.de. Abgerufen am 27. Februar 2013
32. ↑  Bremer Netzresidenz für Bas Böttcher (Memento vom 21. Juli 2015 im Internet Archive)
33. ↑  Interview zur Verleihung des Weilheimer Literaturpreises

| Personendaten    | Personendaten                          |
| ---------------- | -------------------------------------- |
| NAME             | Böttcher, Bas                          |
| ALTERNATIVNAMEN  | Böttcher, Bastian (vollständiger Name) |
| KURZBESCHREIBUNG | deutscher Schriftsteller und Slam-Poet |
| GEBURTSDATUM     | 31. Dezember 1974                      |
| GEBURTSORT       | Bremen                                 |